# Carl Graneskog
Carl Johan Edvin Graneskog, född Peterson den 12 januari 1897 i Exhult, Markaryd, död där den 17 juni 1982, var en svensk journalist, diktare och författare.

## Biografi
Fadern var lantbrukare och Graneskog tillägnade sig en omfattande bildning efter folkskolan genom självstudier. Vid nitton års ålder började han medarbeta med dikter, berättelser och hembygdsskildringar i tidningar och tidskrifter. Han var anställd som lokalredaktör i Markaryd för Smålänningen och reste även runt i södra Sverige som föredragshållare. Hembygdsintresset dokumenterades i flera böcker, däribland Boken om Sunnerbo: Fragment av en häradsbeskrivning och diktsamlingen Jord och människor. Tiden 1947-1970 var han utgivare av Markarydsposten där hembygdsintresset många gånger speglades i hans mycket målande beskrivningar av sina hemtrakter. Artikeln Exhult - den gamla byn publicerades i Markarydsposten 1972 och är en detaljerad beskrivning av Graneskogs hemby och födelseplats i Markaryds kommun.  
Graneskog var nära vän med författare Vilhelm Moberg. Både Carl och Vilhelm hade liknande ursprung och ambitioner som författare under sina tidiga karriärer, något som framkom i deras många ofta mycket personliga brev till varandra. Hembygden och bonderomantiken var det som ofta förde dom samman. Carl Graneskog och Vilhelm Moberg skulle i många år hålla kontakten såväl via brevväxling som besök. Bland annat skedde Mobergs första resa till Stockholm med Graneskog som reskamrat. Det är genom de många personliga breven till Graneskog som Mobergs tankar kring framgångar, backslag och allmänna betraktelser i sin tidiga karriär skildras för eftervärlden, och de är i ett av dessa som författarlegenden för första gången målar upp ett självporträtt. Efter Mobergs flytt till Stockholm blev kontakten mer och mer sporadisk, och de många breven blev med tiden få.   

### Redaktör
- Smålandsbygden : festpublikation  / utgiven av Södra Sunnerbo hembygds- och fornminnesförening ; redaktör: Carl Petersson (Ljung Granskog). Ljungby. 1923. Libris 3066470
- Markarydsposten : gränsbygdens egen tidning. Markaryd: Markarydsposten. 1946-1970. Libris 10018969
- Markarydsortens hembygdsförening 1922-1952 : jubileumsskrift. [Markaryd]: [utg.]. 1951. Libris 1443109